# Nash Motor Co
Nash Motor Co var en amerikansk biltillverkare som byggde bilar i Kenosha, Wisconsin mellan 1917 och 1957. 
År 1954 blev företaget en del av American Motors Corporation genom en fusion med Hudson.

## Historik

### 1917–1937
Charles W. Nash hade arbetat för William C. Durant hos Buick och blivit verkställande direktör. När Durant tvingades lämna General Motors 1910, blev Nash verkställande direktör för GM. År 1916 lämnade Nash GM för att bygga bilar under eget namn. Han köpte Thomas B Jeffrey Co, som tillverkat Rambler. Året därpå bytte företaget namn till Nash Motor Co.
Nashs första bil hade sexcylindrig motor med toppventiler. År 1922 tillkom en fyrcylindrig modell, även den med toppventiler. Mellan 1925 och 1926 tillverkades en billigare bil med sexcylindrig sidventilmotor, under det egna märket Ajax, men från 1927 inlemmades den i Nashs program. År 1928 fick de dyrare sexorna dubbeltändning. År 1930 tillkom en rak åtta med toppventiler och dubbeltändning. Mellan 1934 och 1939 byggde man åter en billigare bil, LaFayette, som de första åren såldes som ett eget märke. Depressionstiden under 1930-talet tärde på företagets resurser och 1937 gick man samman med vitvarutillverkaren Kelvinator och bildade Nash Kelvinator Corporation, med George W. Mason som chef.

### 1938–1957
I slutet av 1930-talet fick Nash stor publicitet för sin bäddbara inredning och väl fungerande ventilation. År 1941 kom den mindre modellen 600 med självbärande kaross. Efter andra världskriget återupptogs produktionen av förkrigsmodellerna, men 1949 kom den nya och uppseendeväckande Airflyte-karossen, i Sverige kallad ”badkars-Nash”. Karossen var självbärande och hade långt driven aerodynamik. Hjulen täcktes till hälften av stänkskärmarna. Nash satsade även på mindre bilar och 1950 kom Rambler, följd av Metropolitan 1954. År 1952 fick de stora bilarna ny kaross, ritad av Pininfarina.
Konkurrensen med de tre stora GM, Ford och Chrysler blev allt tuffare under 1950-talet och 1954 bildade Nash American Motors Corporation tillsammans med Hudson. I praktiken köpte Nash upp Hudson, som var i ännu sämre skick. Planer på att även gå samman med Studebaker-Packard Corporation slutfördes aldrig. AMC nöjde sig med att köpa V8-motorer från Packard till sina största modeller 1955. Till 1956 hade AMC en egen och betydligt lättare V8 klar. Försäljningen av de stora Nash- och Hudson-modellerna sjönk stadigt och AMC beslutade att satsa helt på Rambler, som blev ett eget märke 1957. De sista stora bilarna såldes under 1957 och därefter försvann märket Nash.

## Galleri

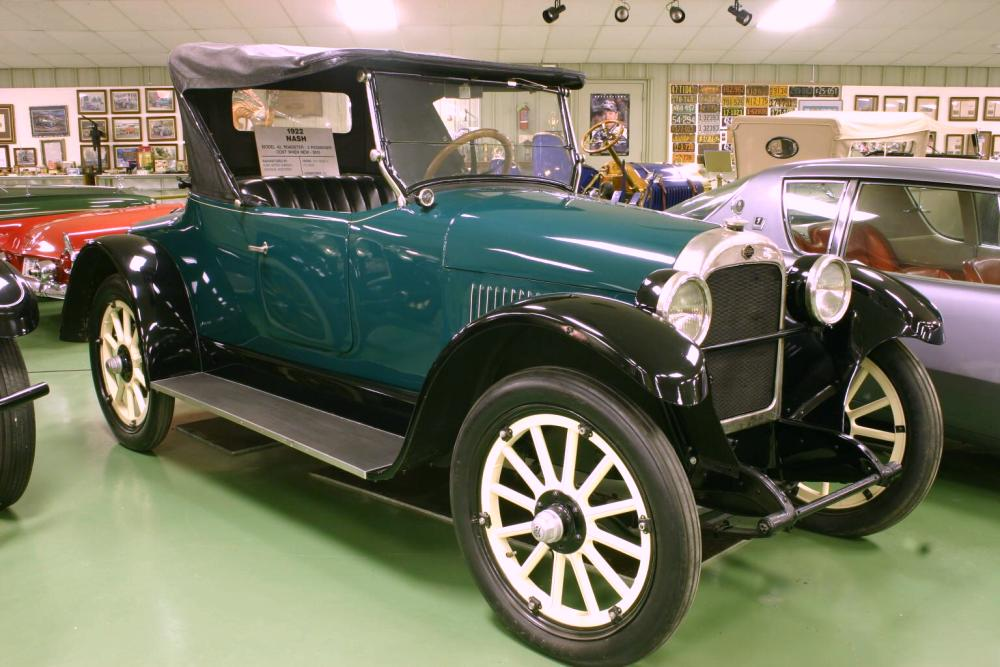
1922 Nash Roadster Model 42
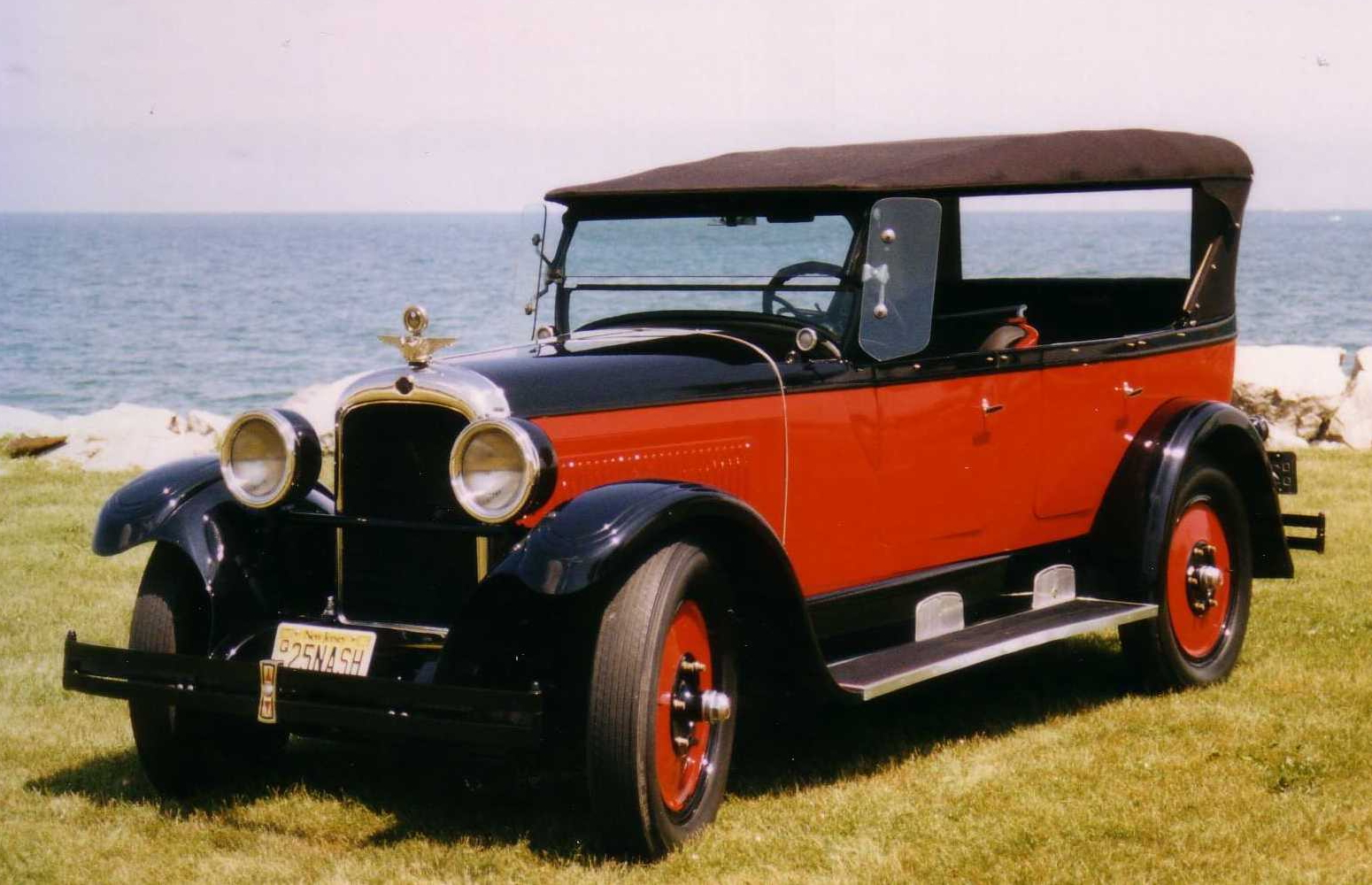
1925 Nash
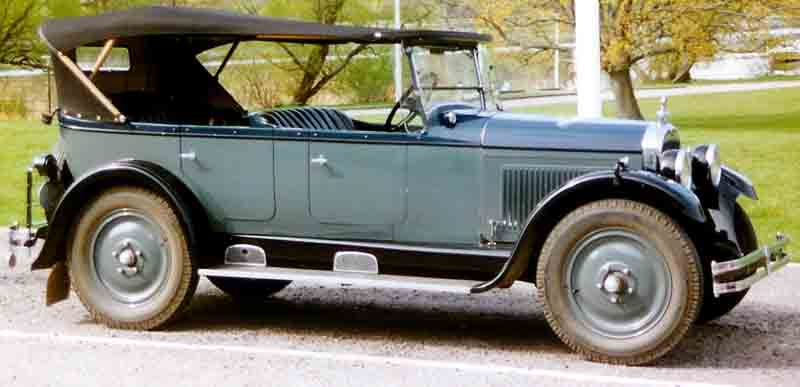
Nash Six Touring 1927
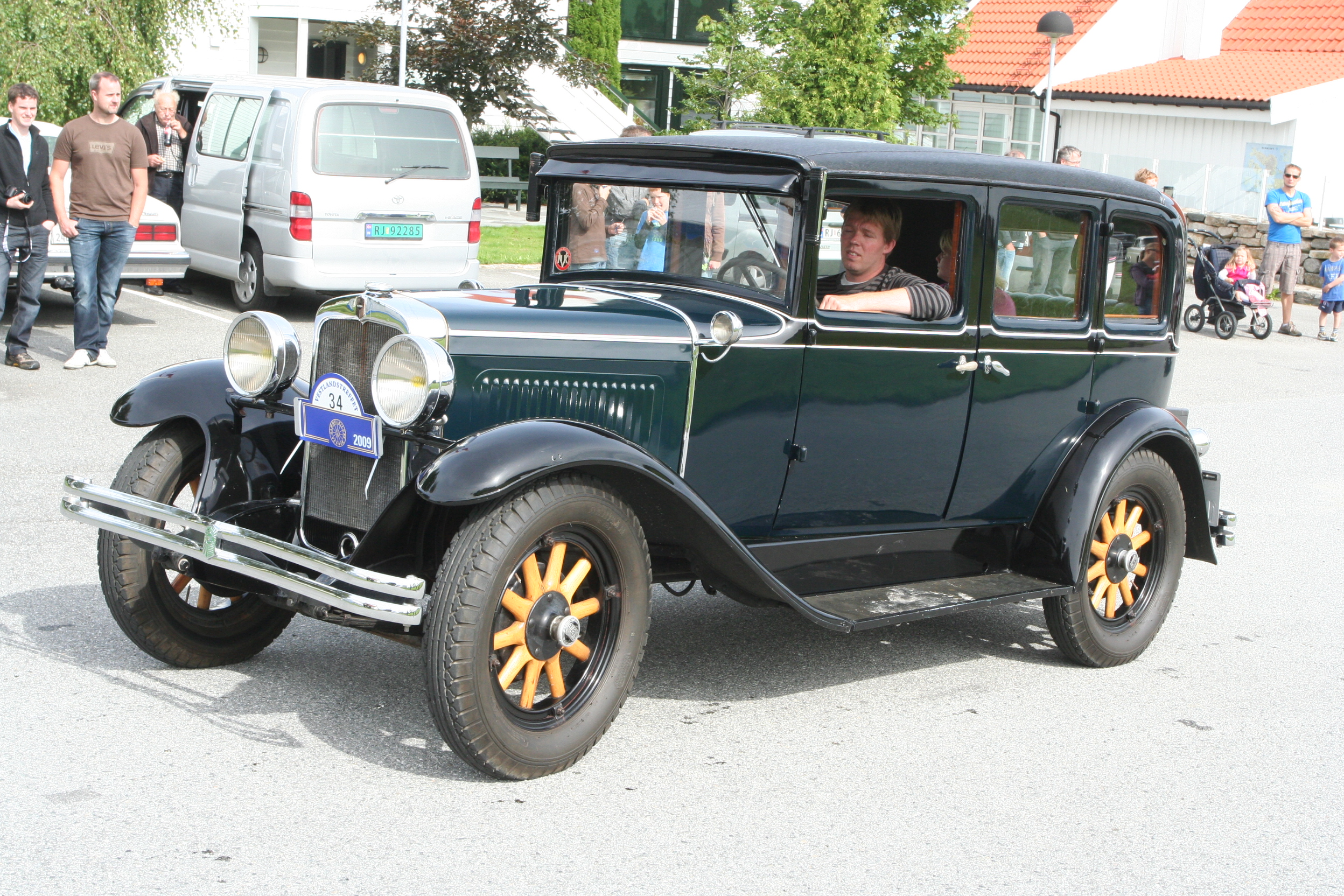
Nash 400 1929
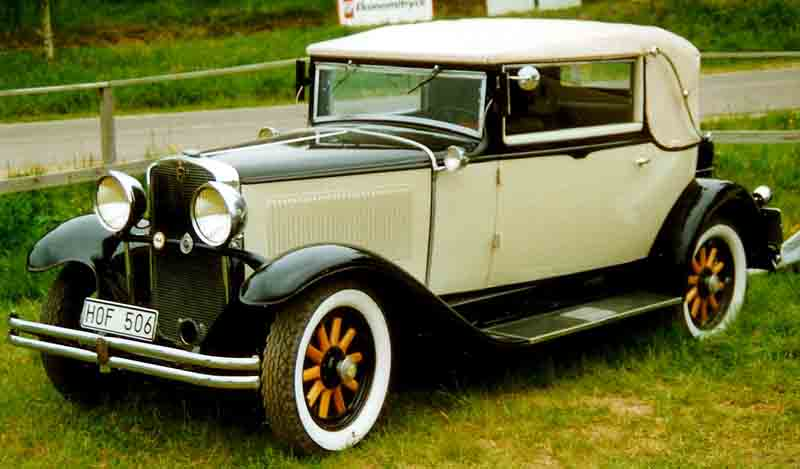
Nash Series 871 1931
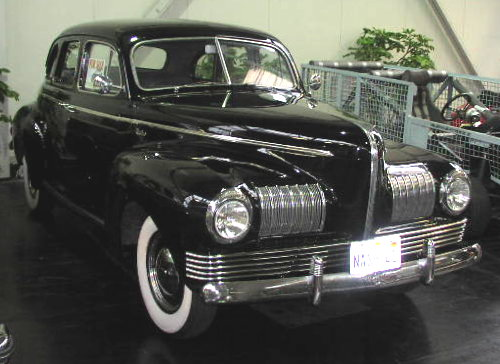
Nash Ambassador 1941
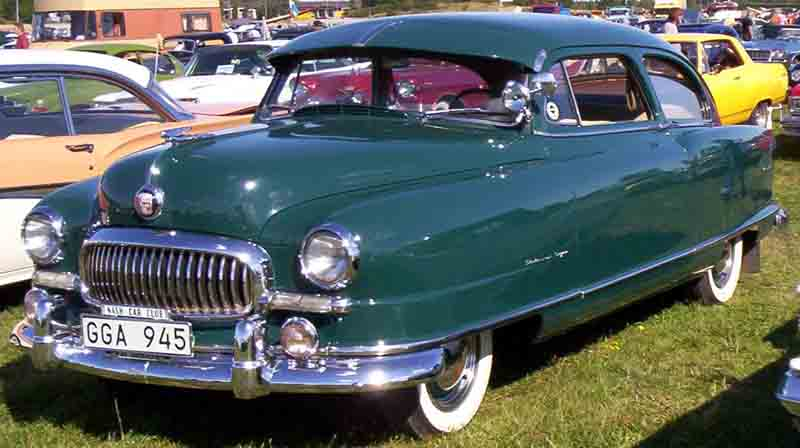
Nash Stateman 1951
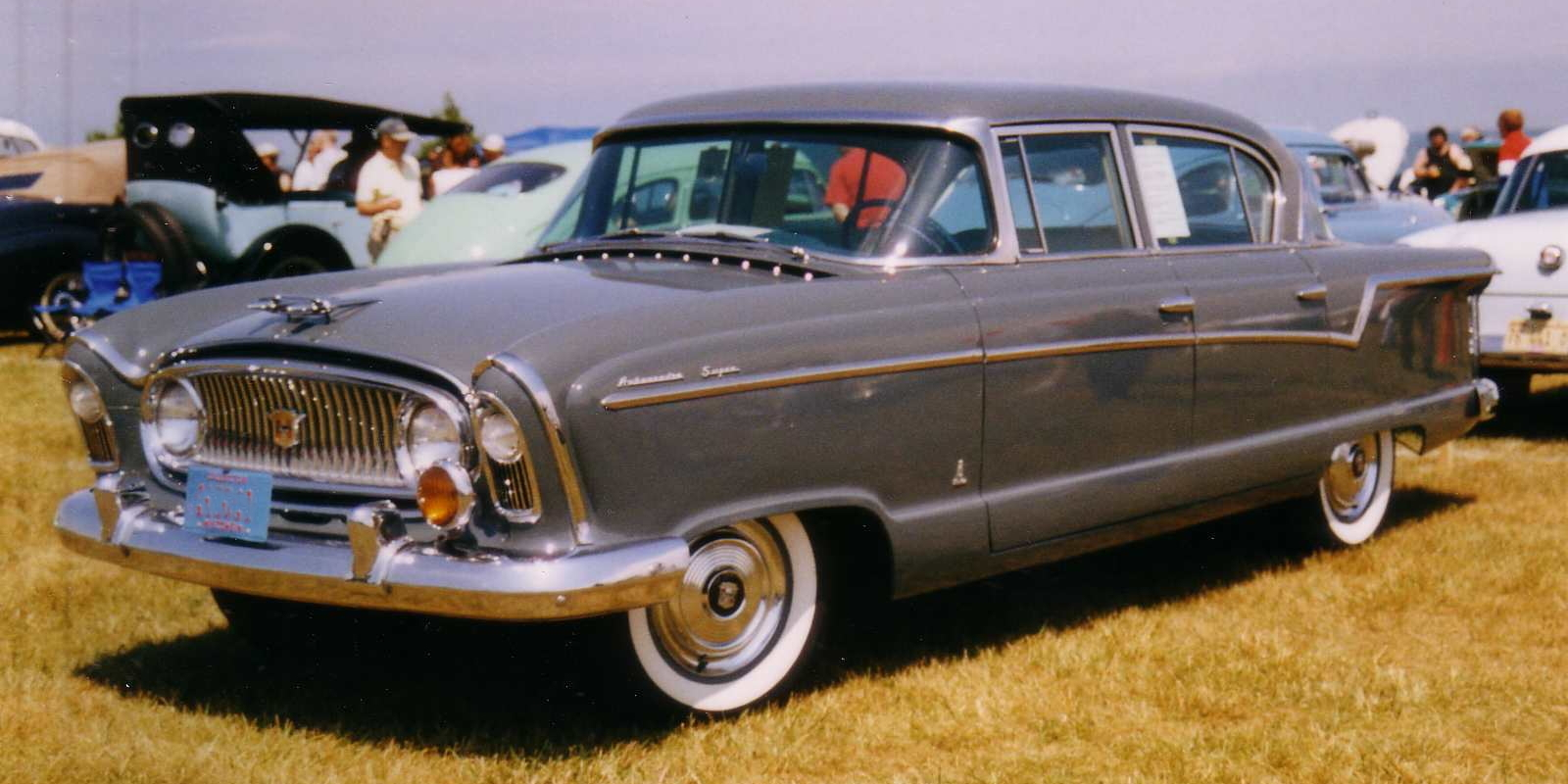
Nash Ambassador 1956